# Цутэнкаку
Цутэнкаку (яп. 通天閣 Цу:тэнкаку) — дословно «Башня до неба», находящая в собственности Tsūtenkaku Kanko Co., Ltd. (яп. 通天閣観光株式会社 Цу:тэнкаку канко: кабусикигайся) достопримечательность японского города Осака. Расположена в районе Синсэкай, Нанива-ку.

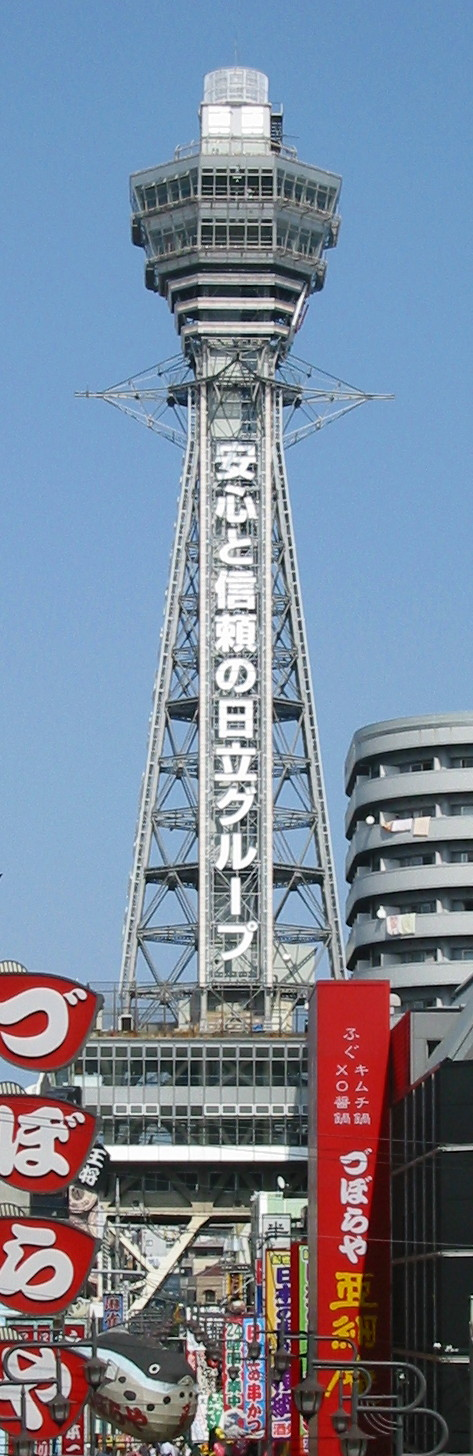
Цутэнкаку, южная сторона

Её общая высота составляет 103 м, главная смотровая площадка находится на высоте 91 м.

## История
В настоящее время Цутэнкаку является второй башней, построенной на этом месте. Первоначально в 1912 году была построена 64-метровая башня по образцу Эйфелевой, связанная воздушной канатной дорогой с местным Луна-парком. Второе по высоте здание в Азии, она быстро стала одним из самых популярных мест в городе. Однако после пожара 1943 года строение было серьёзно повреждено и вместо ремонта башня была разобрана, а её части пущены на военные нужды.
После войны граждане лоббировали восстановление любимой достопримечательности. Была создана частная компания Tsūtenkaku Kanko Co. Ltd., архитектором был назначен Татю Найто «Отец Башен». Новая восьмигранная башня была открыта в 1956 году .
На пятом этаже смотровой площадки находится Билликен, бог счастья или «вещей, таких как они должны быть». Билликен, популярная американская кукла-талисман, приехал в Японию примерно в 1910 году, и был установлен в Луна-парке по его открытию. Когда парк был закрыт в 1923 году, деревянная статуя Билликена пропала без вести. Как часть усилий по возрождению башни, по старой фотографии была сделана копия Билликена, которую установили внутри Цутэнкаку в 1979 году. Сейчас статуя Билликена и башня неразрывно связаны в представлении людей; статуя является популярным символом удачи. Каждый год тысячи посетителей кладут ей монеты в ящик для пожертвований и трут подошвы её ног, чтобы их желания сбылись.
Башня также славится своими неоновыми огнями, которые меняются каждые несколько лет (они были отключены во время нефтяного кризиса 1974-76 годов). С 1957 года Hitachi выступает спонсором башни поэтому световые конструкции обычно несут рекламу Hitachi, хотя одна сторона башни, как правило, занята социальной рекламой.

## Галерея

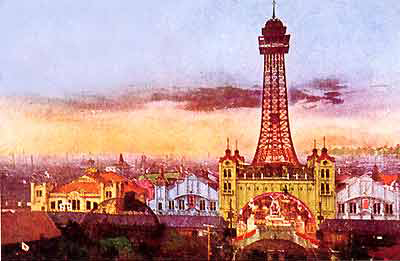
Луна-парк в районе Синсэкай, снимок 1912 года.
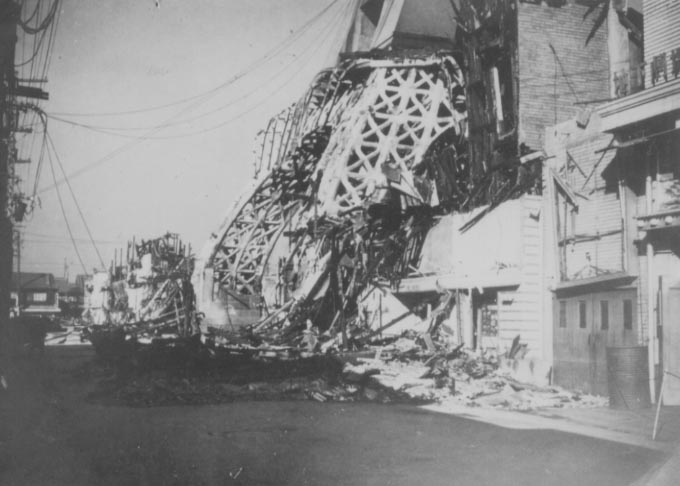
Повреждения оригинальной башни от пожара 1943 года.
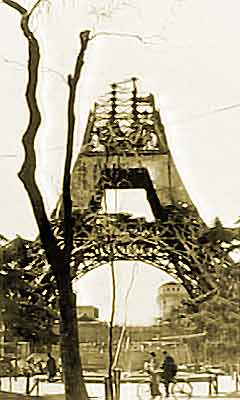
Снос первой башни